# Brejning
Brejning är en tätort i Vejle kommun i Region Syddanmark i Danmark. Tätorten har 3 090 invånare (2024). Den ligger vid Vejlefjorden på Jylland, cirka 10 kilometer sydost om Vejle. Brejning tillhörde Børkops kommun fram till kommunreformen 2007.
I Brejning uppfördes under åren 1898–1899 under ledning av läkaren Christian Keller en sinnesslöanstalt med 700 platser. Anläggningen var i bruk ännu på 1990-talet, då den hade omkring 300 platser, men är numera avvecklad.